# トレイシー・レッツ
トレイシー・レッツ（Tracy Letts,  1965年7月4日 - ）は、アメリカ合衆国の俳優、劇作家、脚本家である。

## 来歴
1965年、オクラホマ州タルサに生まれた。母親は作家のビリー・レッツで、父親は大学教授兼俳優のデニス・レッツ。高校卒業後は、ダラスへ移り住み、ウェイターなどで生活費を稼ぎながら舞台演劇のキャリアをスタート。
20歳の時に、シカゴへ渡り、シカゴを拠点とする劇団ステッペンウルフ・シアター・カンパニーに参加。主要メンバーとして様々な演目に出演しているが、俳優のみならず脚本にも携わっており、自身が執筆した戯曲『8月の家族たち』がステッペンウルフにて2007年に初上演された。同作品は高い評価を得て、その後はブロードウェイにおいても上演された。作品の高評価は、2008年のトニー賞、ピューリッツァー賞 戯曲部門への受賞にもつながった。ちなみに同作品は2013年には、メリル・ストリープ、ジュリア・ロバーツら豪華キャストでも映画化された。現在は、テレビドラマや映画などでも精力的に活動を重ねており、様々な作品へ出演している。

### 私生活
一時は女優のサラ・ポールソンと婚約していたが、後に破局し、2013年に同じく女優のキャリー・クーンと結婚した。現在二人の間には一人息子がいる。

## 出演作品

### 映画
- Paramedics (1988)
- ストレート・トーク/こちらハートのラジオ局 Straight Talk (1992) ※声の出演
- シカゴ・ドライバー Chicago Cab (1997)
- 追跡者 U.S. Marshals (1998)
- 写真家の女たち Guinevere (1999)
- マネー・ショート 華麗なる大逆転 The Big Short (2015)
- トッド・ソロンズの子犬物語 Wiener-Dog (2016)
- クリスティン Christine (2016)
- Indignation (2016)
- エルヴィスとニクソン 〜写真に隠された真実〜 Elvis & Nixon (2016)
- アンダーカバー Imperium (2016)
- ラバーズ・アゲイン The Lovers (2017)
- レディ・バード Lady Bird (2017)
- ペンタゴン・ペーパーズ/最高機密文書 The Post (2017)
- フォードvsフェラーリ Ford v Ferrari (2019)
- ストーリー・オブ・マイライフ/わたしの若草物語 Little Women (2019)
- フレンチ・イグジット 〜さよならは言わずに〜 French Exit (2020) ※声の出演
- 底知れぬ愛の闇 Deep Water (2022)

### テレビドラマ
- アーリー・エディション Early Edition (1996, 1997)
- となりのサインフェルド Seinfeld (1997)
- ドリュー・ケリーDEショー The Drew Carey Show (1998)
- プロファイラー/犯罪心理分析官 Profiler (2000)
- プリズン・ブレイク Prison Break (2006)
- HOMELAND Homeland (2013-2014)
- DIVORCE/ディボース Divorce (2016-2019)
- 刑事 コムラッド 〜同志に別れを〜 Comrade Detective (2017)
- The Sinner -記憶を埋める女- The Sinner (2018)

### 原作
- 8月の家族たち August: Osage County (2013)